# Медоу Вудс (Флорида)
Медоу Вудс (енгл. Meadow Woods) насељено је место без административног статуса у америчкој савезној држави Флорида.

## Демографија
По попису из 2010. године број становника је 25.558, што је 14.272 (126,5%) становника више него 2000. године.
| Група             | 2000.         | 2010.          |
| Белци             | 3.592 (31,8%) | 3.762 (14,7%)  |
| Афроамериканци    | 1.349 (12,0%) | 3.527 (13,8%)  |
| Азијати           | 273 (2,4%)    | 1.171 (4,6%)   |
| Хиспаноамериканци | 5.964 (52,8%) | 17.185 (67,2%) |
| Укупно            | 11.286        | 25.558         |